# Sammy McCrory
Samuel McKee "Sammy" McCrory (11. oktober 1924 - 4. maj 2011) var en nordirsk fodboldspiller (angriber) og -træner. 
McCrory spillede én kamp for Nordirlands landshold, et opgør mod England 6. november 1957. Året efter var han med i landets trup til VM 1958 i Sverige, men kom dog ikke på banen i turneringen, hvor nordirerne blev slået ud i kvartfinalen.